# Turxanthos
Turxanthos (bzw. Turksathos) war ein Teilherrscher der Westtürken in der zweiten Hälfte des 6. Jahrhunderts. Er regierte nach 576 für mehrere Jahre in Sogdien.
Turxanthos ist die griechische Namensform dieses türkischen Herrschers, dessen Name (oder Titel) wohl Turksad gelautet hat. Das türkische Khaganat war damals den spätantiken (griechischsprachigen) und den chinesischen Quellen zufolge in vier Khanate geteilt, mit einem übergeordneten Khan. In Sogdien hatte bis etwa 576 Sizabulos regiert, der nach mehrheitlicher Meinung der Forschung mit dem aus türkischen Inschriften bekannten Herrscher Iştämi identisch sein soll. Sizabulos hatte um 570 erfolgreich ein Bündnis mit dem Oströmischen Reich gegen das persische Sassanidenreich abgeschlossen, nachdem es zwischen Türken und Persern zum Konflikt gekommen war, hatte eine türkische Gesandtschaft unter Maniakh Konstantinopel besucht, im Gegenzug reiste im August 569 eine oströmische Gesandtschaft unter Zemarchos zum Türkenherrscher. Dies war der Beginn eines regelmäßigen Gesandtenaustauschs zwischen den Westtürken und Ostrom. Über die Reise des Zemarchos und die weiteren oströmisch-türkischen Kontakte der folgenden Jahre hat der spätantike Geschichtsschreiber Menander Protektor in seinem heute nur fragmentarisch erhaltenen Werk auf Basis sehr guter Quellen recht ausführlich berichtet.
Als eine oströmische Gesandtschaft unter Valentinos 576 den türkischen Hof erreichte, war Sizabulos vor kurzem verstorben. Die Gesandtschaft wollte die Regierungsübernahme des neuen Kaisers Tiberios I. anzeigen und das Bündnis gegen Persien erneuern. Die anschließenden Unterredungen verliefen jedoch in einer sehr angespannten Atmosphäre. Turxanthos machte den oströmischen Gesandten schwere Vorwürfe und bezichtigte sie der Lüge und Falschheit, weil der oströmische Kaiser trotz des Bündnisses mit den Türken nun mit den nach Westen vorgestoßenen Awaren in Verbindung stand. Die Awaren jedoch betrachtete Turxanthos als entflohene Sklaven der Türken und stieß gegen sie heftige Drohungen aus. Turxanthos weigerte sich, mit den Oströmern zu verhandeln. Er hat anschließend sogar die Utiguren nach Westen geschickt, die die Stadt Pantikapaion eroberten.
Die genaue Rangstellung des Turxanthos in der Hierarchie des türkischen Khaganats zu ermitteln ist nicht ganz einfach. Er herrschte in Sogdien und wohl auch in Teilen Choresmiens. Die weiteren Aussagen bei Menander deuten jedoch eindeutig darauf hin, dass Turxanthos keineswegs der Oberherrscher der Westtürken, vielleicht nicht mal der Erste unter Gleichen war. Des Weiteren musste Turxanthos der oströmischen Gesandtschaft gestatten, weiter zu Tardu zu ziehen. Dieser türkische Herrscher ist auch in chinesischen Quellen gut belegt und regierte etwa von 576 bis 603; er war wohl ein Bruder des Turxanthos (dies ist allerdings nicht völlig gesichert und basiert darauf, dass Sizabulos mit Iştämi identisch ist), jedenfalls aber ein ranghöherer Herrscher der Westtürken. Das römisch-türkische Bündnis wurde allerdings nicht erneuert und zerbrach schließlich, wenngleich Tardu im Jahr 598 noch einmal mit Kaiser Maurikios in Verbindung stand und Kaiser Herakleios später erfolgreich Kontakt zu den westlichen Türken aufnahm, um sie wieder zum Kampf gegen Persien zu bewegen.